# Пагон
Първите пагони са се появили по раменете на войниците във времето, когато сабята е била основно оръжие на конницата.
На рамената на пехотата са поставяни метални плочки, които да предпазват войниците от ударите със сабя, които им е нанасяла тогавашната конница.
Това е началото и първичното им предназначение.
Впоследствие върху пагоните започнали да поставят знаци, с които показвали войсково подразделение на съответния воин.
С времето и с появяването на друг вид оръжия, пагоните получават само знаковото си предназначение за чина на носещия ги воин.
От защита към един вид оръжие, постепенно пагоните приемат съвсем друга функция, каквато си остава.
- Пагон на военното звание „капитан-лейтенант“ от Военния флот на Българското княжество
- Пагони на редовния състав на някои част на Германската имперска армия до 1918 г.
- Пагони и еполети на армията на Кралство Прусия до 1918 г.
- Пагон на военното звание „ефрейтор“ от 1-ви източносибирски стрелкови на Негово Величество полк в Руската императорска армия в Руската империя от периода 1904-1909 г.
- Пагон на мичман, втори клас, САЩ, 2016 г.
- Раменна част на броня с коронован лъв – предшествена форма на пагон. Кралство Швеция, 1562 г.
- Раменна част на броня с горгона Медуза – предшествена форма на пагон. Кралство Швеция, 1562 г.
- Раменна част на броня с цвете – предшествена форма на пагон. Кралство Швеция, 1540 г.
- Портрет на Владимир Вазов с пагони на рамената